# Tricorythodes notatus
Tricorythodes notatus är en dagsländeart som beskrevs av Allen och Brusca 1973. Tricorythodes notatus ingår i släktet Tricorythodes och familjen Leptohyphidae. Inga underarter finns listade i Catalogue of Life.